# Muism
Muism (koreanska: 무교, Mugyo) är den traditionella schamanistiska religionen i Korea, med rötter som sträcker sig tillbaka flera tusen år. Religionen är inhemsk för den koreanska halvön och har spelat en central roll i koreansk kultur, särskilt innan buddhismen och konfucianismen introducerades. Den praktiseras fortfarande i modern tid, särskilt på landsbygden och bland vissa grupper i Sydkorea.

## Grundläggande tro och utövning
Muism är en polyteistisk och animistisk religion. Anhängare tror att världen är befolkad av många andar, inklusive naturandar, förfädersandar och skyddsandar. Dessa andar kan påverka människors liv på både gott och ont, och det är därför viktigt att hålla sig på god fot med dem.
Centrala ritualer leds av en mudang (kvinnlig schaman) eller ibland en baksu (manlig schaman). Deras roll är att agera som mellanhänder mellan andar och människor. De utför gudstjänster kallade gut (굿), där musik, dans, sång och extatiska tillstånd används för att kommunicera med andevärlden.

## Gudomar och andar
Muism har ett stort antal gudomar, många av dem lokala. Exempel på vanliga gudomar inkluderar:
- Hwanin – himlens gud, ibland betraktad som en skapargud.
- Sansin – bergets ande, ofta avbildad som en gammal vis man med en tiger.
- Chilseong – sju stjärnors ande, kopplad till ödet och lycka.
- Jowangsin – kökets gud, en viktig hushållsande.

## Muism och andra religioner
Muism har länge samexisterat med andra religioner som buddhism, konfucianism och kristendom. Under Joseondynastin (1392–1897) marginaliserades muism kraftigt till förmån för konfucianism, men många vanliga människor höll ändå fast vid de traditionella schamanistiska riterna.
I modern tid har Muism upplevt en viss renässans i Sydkorea, särskilt inom den kulturella sektorn, även om vissa fortfarande ser det som vidskepelse. Schamanistiska ritualer används ibland parallellt med modern medicin eller psykologi.

## Nutida status
Idag är Muism officiellt erkänt i Sydkorea som en del av landets immateriella kulturarv. Schamaner kan ofta ses på marknader eller vid heliga platser, där de erbjuder tjänster för att hela, välsigna, spå eller driva bort olycka.
I Nordkorea är Muism däremot förbjudet och har i stor utsträckning försvunnit från det offentliga livet.